# Engadyna

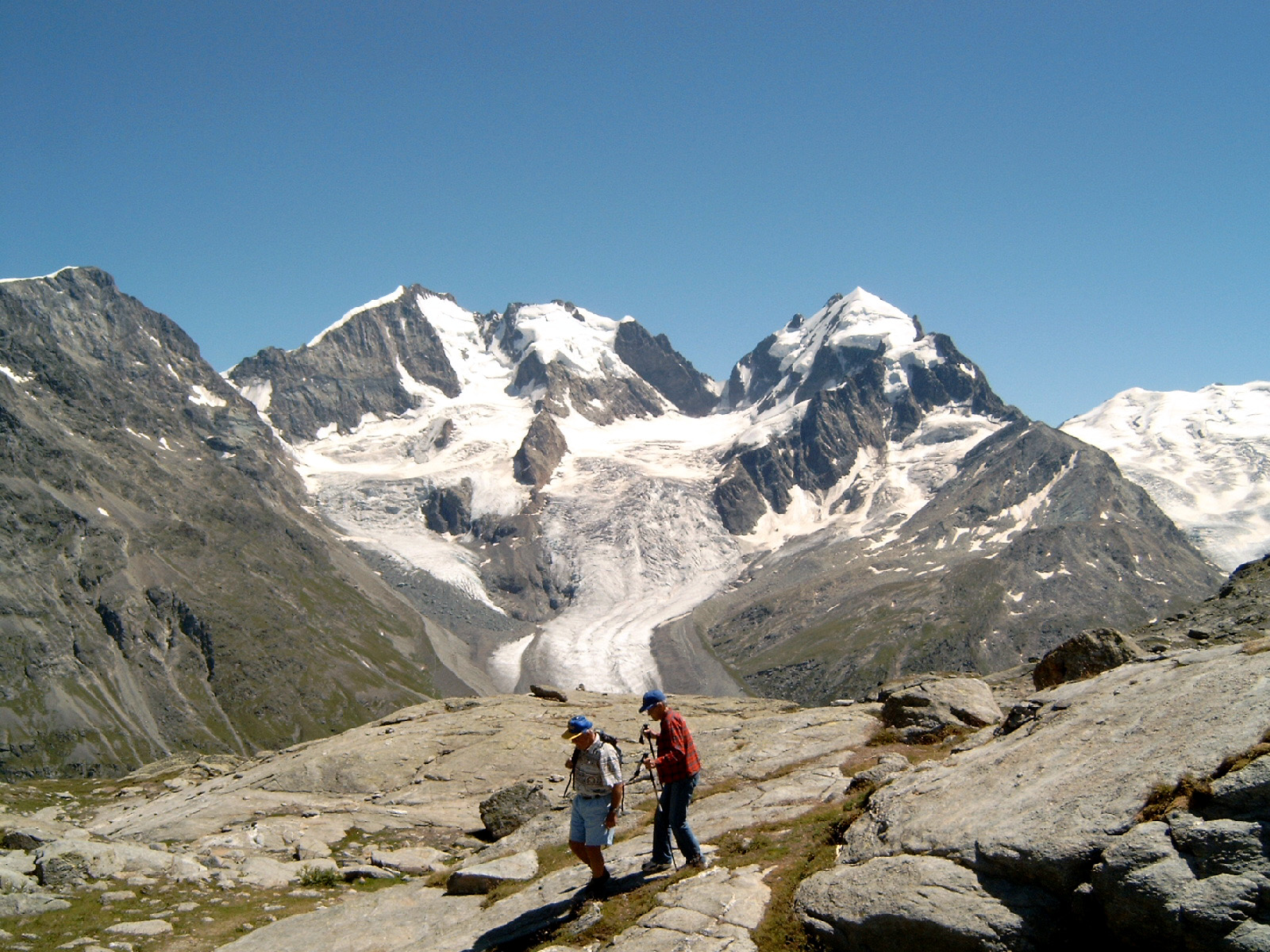
Piz Roseg i Vadret da Roseg widziane z Fuorcla Surlej

Engadyna (niem. Engadin, romansz Engiadina, wł. Engadina) – długa dolina górska w Gryzonii na południu Szwajcarii. Rozciąga się na przestrzeni 100 kilometrów wzdłuż rzeki Inn od jej górnego biegu przy przełęczy Maloja, w kierunku północno-wschodnim aż do miejsca, gdzie Inn wpływa na terytorium Austrii. Otoczona ze wszystkich stron wysokimi górami Engadyna słynie ze słonecznego klimatu, wspaniałych krajobrazów i tras wycieczkowych.
Engadyna dzieli się na dwie części – Górną Engadynę (od przełęczy Maloja do miejscowości Zernez), względnie prostą i szeroką, a do S-chanf również płaską oraz Dolną Engadynę, od Zernez do granicy z Austrią, gdzie Inn płynie szybciej, wijąc się wśród skał.

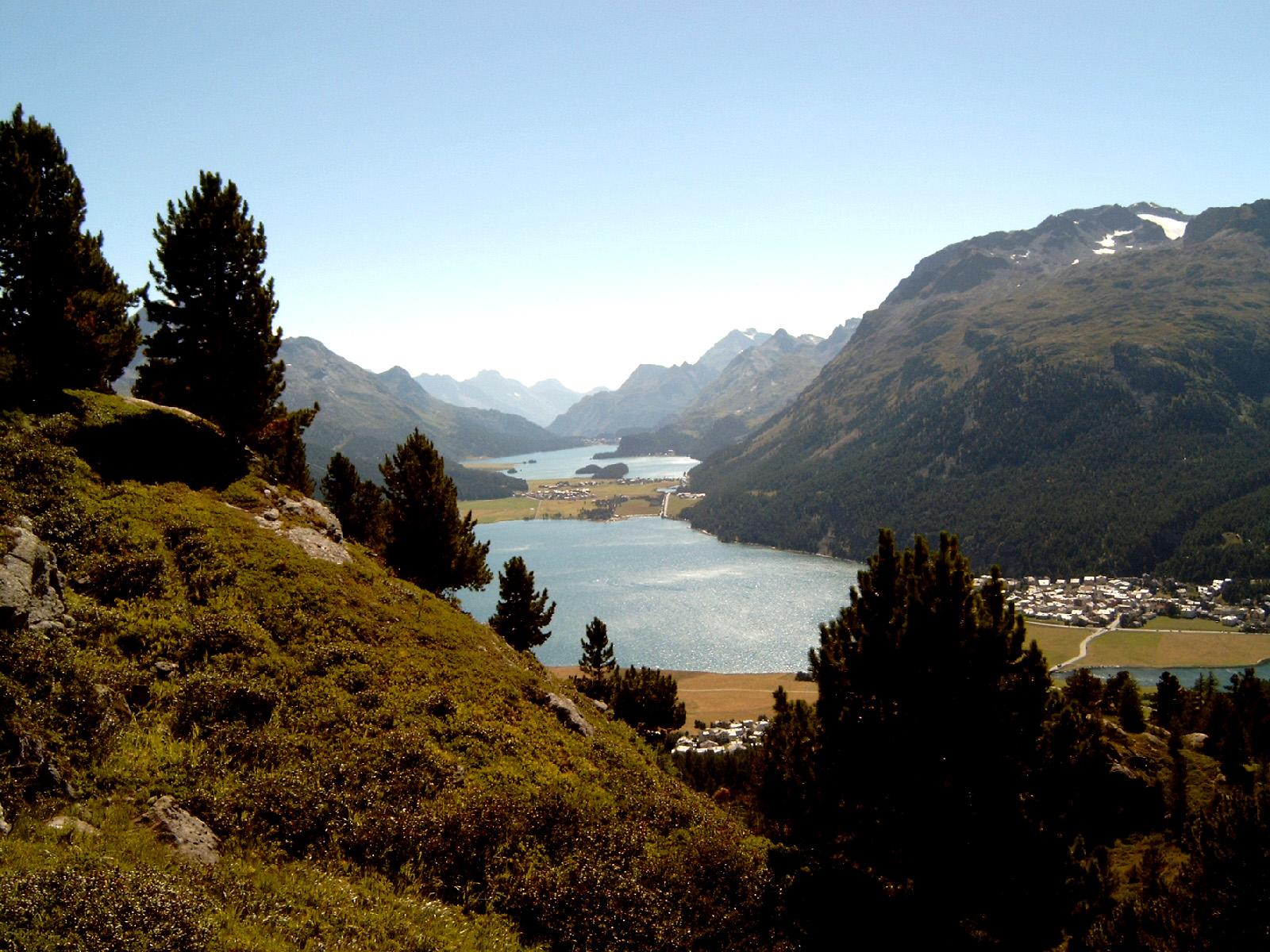
Lej da Segl i Lej da Silvaplauna w Górnej Engadynie

W Górnej Engadynie (niem. Oberengadin, ret. Engiadin’Ota, wł. Alta Engadina) znajdują się trzy duże jeziora: Lej da Segl (jezioro Sils), zapewniające świetne warunki dla windsurfingu, Lej da Silvaplauna (jezioro Silvaplana) i Lej da San Murezzan (jezioro St. Moritz). W oddali przełęcz Maloja opada ze strony włoskiej w kierunku Chiavenny i Como. Za nią leży dział wód: Inn poprzez Dunaj wlewa swe wody do Morza Czarnego, Maira przez Pad wlewa się do Morza Śródziemnego, a Julia za pośrednictwem Renu wpływa do Morza Północnego.
Na Lej da San Murezzan, na wysokości 1800 metrów n.p.m., położony jest słynny kurort Sankt Moritz, w którym dwukrotnie (w roku 1928 i 1948) odbywały się zimowe igrzyska olimpijskie. Na stokach pobliskich gór znajduje się wiele tras narciarskich.
Na północny wschód od Sankt Moritz leży wieś Samedan, stolica górnej Engadyny. W pobliżu Samedanu do Inn wpada jeden z jej głównych dopływów, rzeka Flaz, a Engadyna rozszerza tu się w porośniętą łąkami płaszczyznę. Flaz płynie doliną prowadzącą do przełęczy Bernina położonej na wysokości 2323 metrów n.p.m. Góruje nad nią Piz Bernina, najwyższy szczyt Engadyny i całych Alp Wschodnich.
Poniżej Samedanu znajduje się kilka zabytkowych wiosek leżących na brzegach Innu. Najlepiej zachowaną jest Zuoz (1720 metrów n.p.m.), z typowymi dla Engadyny domami, o wielkich, grubych, kamiennych ścianach, lejkowatych oknach i malowanych murach. Z powodu wielkości, wiele z nich zamieszkiwanych jest przez dwie lub więcej rodzin. Niektóre domostwa mieszczą w sobie również zagrody dla zwierząt. W typowej wsi engadyńskiej znajdowało się wiele źródeł, z których płynąca woda służyła do picia, pojenia zwierząt i mycia.
Połączenie górnej Engadyny z resztą kraju zapewnia tunel pod masywem Albula-Alpen i biegnąca nim linia kolejowa z Samedan oraz przełęcz Julierpass w okolicach Sankt Moritz. Latem dostępna jest również przełęcz Albula.
Tuż za Zuoz położona jest wioska S-chanf, zamykająca obszar łąk otaczający Inn. W S-chanf znajduje się meta dorocznego masowego maratonu narciarskiego, którego trasa biegnie z Maloja przez zamarznięte jeziora i łąki Engadyny.
Za S-chanf krajobraz zmienia się całkowicie. Inn staje się szerszy, przeciska się przez głębokie wąwozy o stromych ścianach, a łąki i pastwiska ustępują rosnącym na zboczach modrzewiom. W Zernez dolina Inn ponownie rozszerza się na krótkim obszarze. Na wysokości 1470 metrów n.p.m. prowadzi stąd na południe przełęcz Fuorn, przecinając tereny Szwajcarskiego Parku Narodowego.
Od Zernez rozpoczyna się Dolna Engadyna (niem. Unterengadin, ret. Engiadina Bassa). Okoliczne wioski nie leżą już w dolinie, lecz na tarasach górskich, uformowanych w okresie zlodowacenia. Na północy linia kolejowa łączy Engadynę dolną z miejscowością Klosters, przechodząc przez tunel Vereina.
Stolicą Dolnej Engadyny jest kurort Scuol leżący na wysokości 1200 metrów n.p.m.
W przeciwieństwie do Engadyny górnej, w której językiem romansz posługuje się na co dzień zaledwie około połowy ludności, w Engadynie dolnej romansz jest językiem dominującym, choć większość mieszkańców zna również jako drugi język schwyzerdütsch – szwajcarską odmianę języka niemieckiego.